# Ojo de Agua, Baja California
Ojo de Agua är en ort i Mexiko.   Den ligger i kommunen Tijuana och delstaten Baja California, i den nordvästra delen av landet, 2 300 km nordväst om huvudstaden Mexico City. Ojo de Agua ligger 256 meter över havet och antalet invånare är 263.
Terrängen runt Ojo de Agua är huvudsakligen kuperad, men västerut är den platt. Runt Ojo de Agua är det tätbefolkat, med 913 invånare per kvadratkilometer. Närmaste större samhälle är Tecate, 16,8 km nordost om Ojo de Agua. Omgivningarna runt Ojo de Agua är i huvudsak ett öppet busklandskap.